# Utkonossiwka
Utkonossiwka (ukrainisch Утконосівка; russisch Утконосовка Utkonossowka, rumänisch Erdec-Burnu, Ion Gheorghe Duca) ist ein im Budschak gelegenes Dorf im Südwesten der ukrainischen Oblast Odessa mit etwa 3800 Einwohnern (2024).

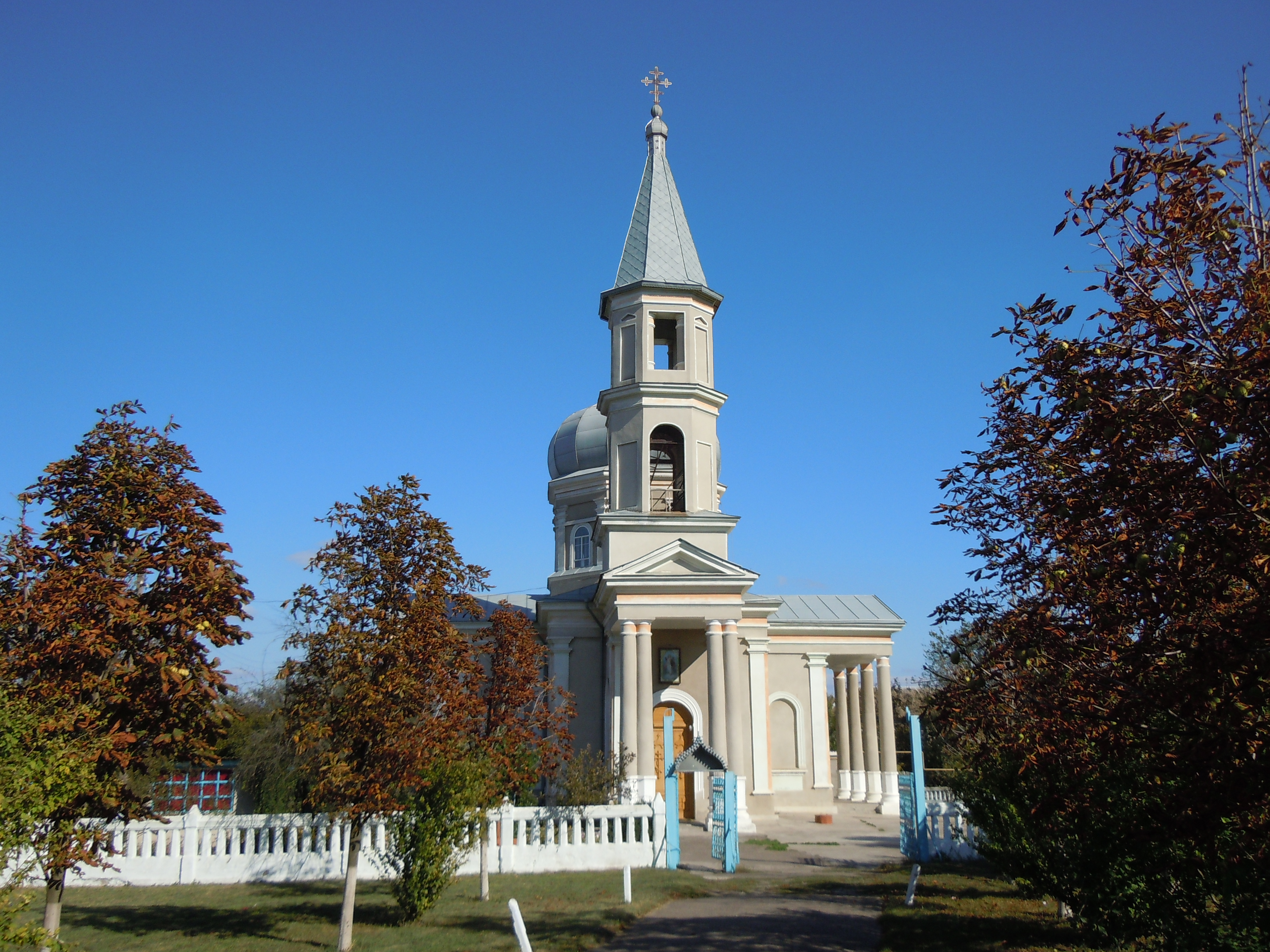
St. Michael-Kirche in Utkonossiwka

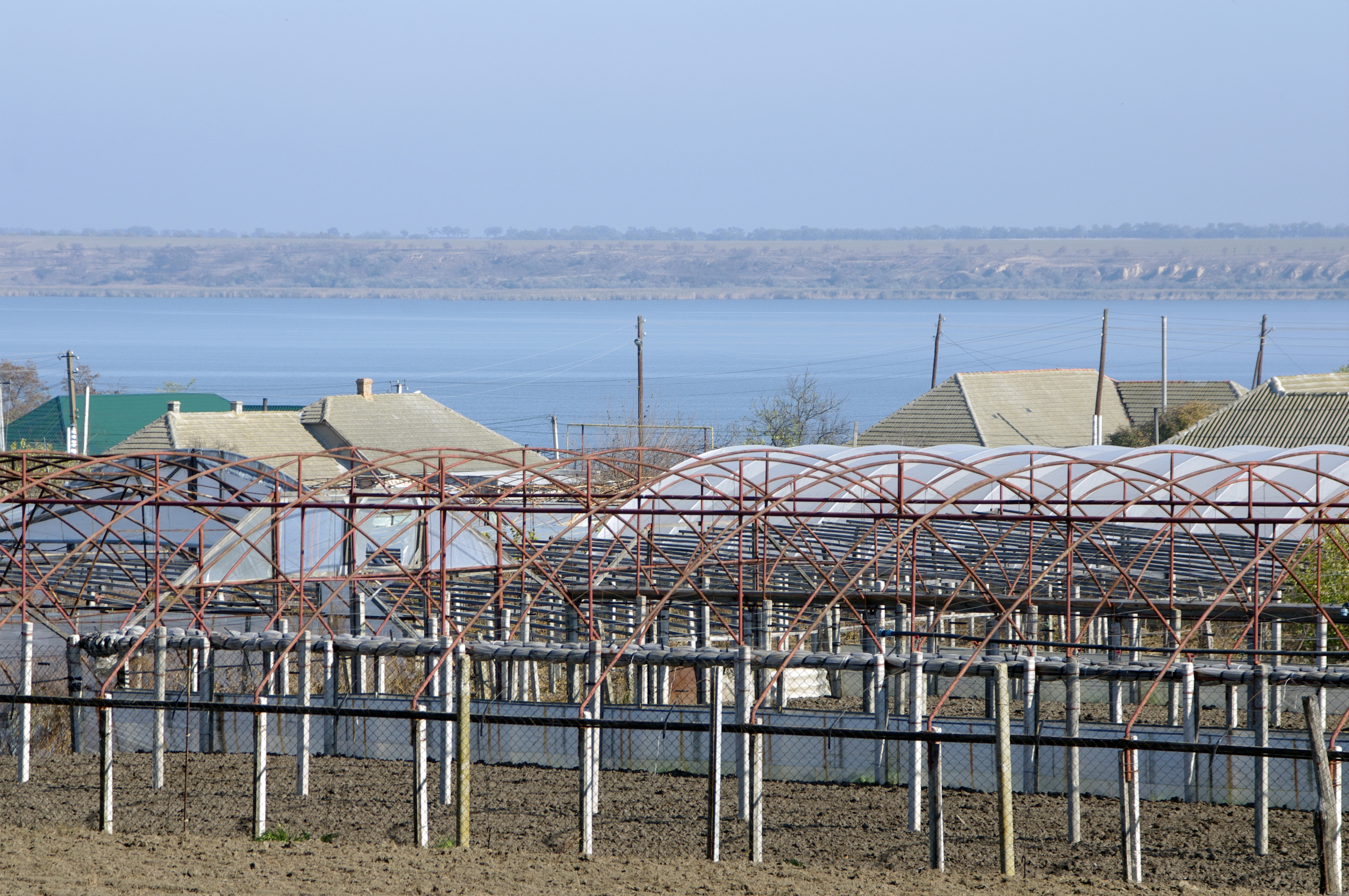
Blick auf den Katlabuch-See

Utkonosiwka liegt an der Mündung des 43 km langen Taschbunar (Ташбунар) in den 67 km² großen Katlabuchsee.
Die Ortschaft befindet sich 22 km nordöstlich vom Rajonzentrum Ismajil und etwa 220 km südwestlich vom Oblastzentrum Odessa. Westlich vom Dorf verläuft die Fernstraße M 15.
Am 14. November 1945 erhielt die Ortschaft, welche bis dahin den ukrainischen Namen Erdek-Burno (Ердек-Бурно) trug ihren heutigen Namen.

## Geschichte
Das 1811 von bulgarischen Siedlern als Erdec-Burnu gegründete Dorf wurde nach dem Frieden von Bukarest 1812 Teil des Gouvernements Bessarabien innerhalb des Russischen Kaiserreichs. Nach dem für Russland verlorenen Krimkrieg ging das Gebiet um Cahul, Bolgrad und Ismail, in dem das Dorf liegt, 1856 an das Fürstentum Moldau, um nach dem folgenden Russisch-Osmanischen Krieg 1878 wieder an das Russische Reich zu fallen. Nach der Oktoberrevolution verlor Russland Bessarabien, dass sich 1917 zur Demokratischen Moldauischen Republik erklärte und im gleichen Jahr freiwillig dem Königreich Rumänien anschloss. Nach der Ermordung des rumänischen Premierministers Ion Gheorghe Duca wurde das Dorf in Ion Gheorghe Duca umbenannt.
Nach der Besetzung Bessarabiens 1940 durch die Sowjetunion lag das Dorf in der Oblast Akkerman (ab dem 7. August 1940 Oblast Ismajil) in der Ukrainischen SSR. Zu Beginn des Deutsch-Sowjetischen Krieges kam die Ortschaft 1941 erneut an Rumänien. Nachdem die Rote Armee Bessarabien 1944 zurückerobert hatte, lag das Dorf wieder in der ukrainischen Oblast Ismajil, die 1954 in der Oblast Odessa aufging. 1945 erhielt das Dorf seinen heutigen Namen und nach dem Zerfall der Sowjetunion wurde Utkonossiwka 1991 Teil der unabhängigen Ukraine.
Am 12. Juni 2020 wurde das Dorf ein Teil der Landgemeinde Safjany; bis dahin bildete es zusammen mit dem Dorf Dunajske die Landratsgemeinde Utkonossiwka (Утконосівська сільська рада/Utkonossiwska silska rada) im Zentrum des Rajons Ismajil.